# Copa Norte Nordeste de Remo
A Copa Norte Nordeste de Remo é organizada pela Confederação Brasileira de Remo.
Criada 1961 com o nome de Copa Norte, a competição adotou a denominação atual a partir de 1979, com a inclusão de Espírito Santo e do Distrito Federal. Originalmente disputada entre Estados, passou a contar com a participação de clubes em 1995, mantendo o troféu original de posse transitória da Federação cujos clubes somem mais vitórias.

## Edições
| Ano  | Cidade Sede             | Campeão      | Vice              |
| ---- | ----------------------- | ------------ | ----------------- |
| 2007 |                         | Vitória      |                   |
| 2008 | João Pessoa, Paraiba    | Vitória      |                   |
| 2009 | Salvador, Bahia         | Vitória      |                   |
| 2010 |                         |              |                   |
| 2011 | Vitória, Espirito Santo |              |                   |
| 2012 | Recife, Pernambuco      | Vitória      | Sport             |
| 2013 | Salvador, Bahia         | Vitória      | Náutico           |
| 2014 | Brasília, DF            | São Salvador | Vitória           |
| 2015 | Belém, Pará             | Remo         | Sport             |
| 2016 | Aracaju, Sergipe        | Vitória      | CR União de Natal |
| 2018 | Brasília, DF            | Remo         | Vitória           |
| 2019 | Salvador, Bahia         | Vitória      | Remo              |

A edição de 2019 foi a 53ª da Copa Norte Nordeste, apesar dessa tradição informações sobre edições antigas são difíceis de encontrar.[carece de fontes?]